# Erwin Ammann
Erwin Ammann (* 22. Oktober 1916 in Würzburg; † 27. Dezember 2000 ebenda) war ein deutscher Politiker (CSU). Er war von 1946 bis 1950 Abgeordneter im Landtag von Bayern.

## Leben
Ammann absolvierte eine Ausbildung an der Berufsschule für Elektrotechnik im Bereich des Telegraphenbau- und Fernmeldehandwerks in Nürnberg. Er war Jugendführer der Bündische Jugend und wurde 1934 aus politischen Gründen verhaftet. Im Jahr 1935 machte er die ersten Auslandsreisen mit der Jugendgruppe nach Österreich und 1937 nach Italien. Da er nicht in die NSDAP eintreten wollte, wurde er bei der Verwaltung ständige zurückgestellt. Deshalb kündigte er seinen Dienstvertrag bei der Reichspost und holte auf einer Privatschule die Mittlere Reife nach. Anschließend besuchte er die höhere technische Staatslehranstalt in Nürnberg. Im Jahr 1941 wurde er von der Wehrmacht eingezogen und kämpfte bis 1945 als Soldat im Zweiten Weltkrieg. Nach seiner Rückkehr wurde er Mitbegründer der CSU in Unterfranken.

## Politik
Im Jahr 1946 wurde Ammann Mitglied des Stadtrats in Würzburg und zudem jüngstes Mitglied der Landtagsfraktion der CSU in Bayern. Von 1947 bis 1952 war er Landrat des Landkreises Ochsenfurt. Bei der Wahl 1946 zum ersten bayerischen Landtag zog er im Wahlkreis Unterfranken ins Parlament ein, dem er nur in dieser Legislaturperiode angehörte. Ammann war Mitglied im Ausschuss für Fragen des Beamtenrechts und der Besoldung und im Ausschuss für Rechts- und Verfassungsfragen. Außerdem war er Mitglied im Unterausschuss des Verfassungsausschusses – Wahlkreise. 1953 wurde er Landrat des Landkreises Karlstadt. Nachdem dieser 1972 im Rahmen der Gebietsreform im neuen Landkreis Mittelmain (später Landkreis Main-Spessart) aufging, wurde er Landrat des neuen Kreises. In seiner Funktion als Gründungslandrat setzte er sich für die letztlich umgesetzte Verlegung des Kreissitzes von Lohr nach Karlstadt ein.
Seine Dienstzeit endete aus Altersgründen am 30. April 1984. Nachfolger wurde Armin Grein (Freie Wähler).

## Weblink
- Erwin Ammann in der Parlamentsdatenbank des Hauses der Bayerischen Geschichte in der Bavariathek